# Рівне (артилерійський катер)
«Рівне» (до 30 січня 2015 — АК-01 або АКА-01) — артилерійський катер проекту 363У Військово-Морських Сил України. Бортовий номер U-172. Названий на честь міста Рівне.

## Історія
Катер «Рівне» побудований у 1972 році на Ярославському суднобудівному заводі для Чорноморського флоту СРСР, заводський № 1787. До складу ВМСУ увійшов 7 жовтня 1998 р. як рейдовий катер. Згодом перекласифікований в патрульний катер, а пізніше в артилерійський.
Станом на 2014 рік входив до складу 24-го дивізіону річкових катерів ВМС Збройних Сил України, базувався у Одесі. 28 листопада 2014 року отримав електричний генератор та сучасну навігаційну систему від громади Рівного.
30 січня 2015 року був перейменований з колишньої назви АКА-01 на «Рівне» після того, як шефство над ним взяла Рівненська міська рада.

## Характеристики

### Тактико-технічні дані
Повна водотоннажність судна складає 37 т. Довжина катера — 21 м, ширина — 4 м і осадка — 1 м.
Енергетична установка — 1 дизельний двигун 3Д6С на 150 к.с., що дозволяє судну розвивати швидкість до 10 вузлів.
Дальність плавання складає 860 миль при крейсерській швидкості у 8,5 вузлів.
Екіпаж катеру складає 6 осіб.

### Озброєння
Тактико-технічні характеристики кулеметно-тумбової установки ТУ-2М-1:
- калібр — 12,7 мм.
- кількість стоволів — 2.
- темп стрільби — 1200 пострілів / хв.
- початкова швидкість — 840 м / с.
- маса снаряда — 0,052 кг.
- маса вибухової речовини — 0, 134 кг.
- дальність стрільби — 3 км.
- досяжність по висоті — 1,5 км.
- готовий до стрільби боєзапас — 100 пострілів.
- маса установки — 800 кг.
- система наведення — автономна, оптичний приціл.

### Радіоапаратура
Катер укомплектований РЛС забезпечення безпеки плавання «Дон».
РЛС «Дон» працює в діапазоні 3 см; може виявляти повітряні цілі на відстані до 50 км, а надводні цілі — на відстані до 25 км.